# ШВСМ-1
ШВСМ-1 — советский футбольный клуб из Ленинграда.
Представлял Государственный институт физической культуры им. П. Ф. Лесгафта, в основном играл на уровне первенства Ленинграда.
В 1968—1969 годах участвовал в первенстве СССР (Класс «Б» СССР, 8 зона РСФСР). В 1968 году занял 12-е место из 14 команд, в 1969-м — 8-е из 14. Трижды (в 1937, 1951, 1955) принимал участие в розыгрыше Кубка СССР, наилучшее достижение — 1/8 финала в 1937 году.

## Прежние названия
- до 1945 — ГОЛИФК
- 1946—1954 — Инфизкульт
- 1955—1967 — ФШМ
- в 1968 — ШВСМ

## ШВСМ-2
В 1969 году в одном турнире с ШВСМ-1 (первенство СССР, класс «Б», 8-я зона РСФСР) также играла команда ШВСМ-2 из Ленинграда, которая заняла последнее, 14-е место.

## Известные игроки
- Кропоткин, Олег Николаевич (1968)
- Ласин, Георгий Семёнович (1935—1937, 1940)
- Люкшинов, Николай Михайлович (1938—1941)
- Морозов, Юрий Андреевич (1955—1956)